# Daniel Palau Valero
Daniel Palau Valero (Barcelona, 17 de diciembre de 1972) es un historiador, teólogo y sacerdote católico español, obispo de Lérida desde 2025.

## Biografía
Nació el 17 de diciembre de 1972, en la ciudad española de Barcelona, Cataluña. Hijo de Pedro Palau y «Pepita» Valero.

### Formación académica y sacerdotal
Obtuvo la licenciatura en Geografía e Historia, con especialidad en Historia del Arte, por la Universidad de Barcelona en 1995. También estudió piano como alumno libre en el Conservatorio del Gran Teatro del Liceo de Barcelona.
Ingresó en el Seminario Conciliar de Barcelona en 1996, donde cursó sus estudios eclesiásticos. En 2006 obtuvo la licenciatura en Filosofía por la Universidad Ramon Llull y en Teología dogmática por la Facultad de Teología de Cataluña. Entre 2008 y 2013 realizó el doctorado en la Pontificia Universidad Gregoriana de Roma, con una tesis titulada La sacramentalidad de la Iglesia durante el Concilio Vaticano II.

### Ministerio pastoral y docencia
Fue ordenado diácono, y sirvió en la parroquia San Antonio Abad, en Villanueva y Geltrú. Su ordenación sacerdotal fue el 23 de noviembre de 2003, en la Catedral de Barcelona. 
Pertenecía al clero de la archidiócesis de Barcelona y, tras la erección de la diócesis de San Feliú de Llobregat por el papa Juan Pablo II el 15 de junio de 2004, quedó incardinado en esta nueva circunscripción eclesiástica.
Fue vicario parroquial de San Antonio Abad, en Villanueva y Geltrú (2003-2008); rector de la parroquia Santa María y San Bricio, en La Palma de Cervelló (2013-2015); y párroco de Santa María, en Corbera de Llobregat (hasta 2025), así como de San Antonio Abad, en la misma localidad (2013-2025).
En el ámbito académico, ha sido profesor profesor de Eclesiología y Ecumenismo, y jefe del Departamento de Teología sistemática (2019-2023) en la Facultad de Teología de Cataluña (Ateneu Universitari Sant Pacià). En 2023 fue designado vicedecano y en enero de 2025, el cardenal Juan José Omella lo nombró decano para el trienio 2024-2027. También fue vicerrector académico del Ateneo Universitario Sant Pacià (2024-2025).
Dirigió la cátedra de Teología pastoral «Arzobispo Josep Pont i Gol». Fue director de la revista Quaderns de Pastoral (segunda época), de la colección pastoral.doc (2016-2025) y miembro consejero del Centro de Pastoral Litúrgica (2020-2025).
También fue consiliario de la Zona 9 del movimiento de Tiempo Libre (MCECC) y acompañante de la pastoral matrimonial del arciprestazgo de San Vicente dels Horts. Además fue miembro del Consejo Presbiteral.

### Obispo
El 21 de mayo de 2025, el papa León XIV lo nombró obispo de Lérida, en sustitución de Salvador Giménez Valls. Su nombramiento fue el primero realizado por el papa León XIV en España. Fue consagrado el 19 de julio del mismo año, en la Catedral Nueva de Lérida, a manos del arzobispo Joan Planellas. Tomó posesión canónica el mismo día de su ordenación.
Eligió como lema episcopal las palabras de Jesús a sus discípulos tras la resurrección: «Accipite Spiritum Sanctum» (Recibid el Espíritu Santo), tomadas del Evangelio de Juan, capítulo 20, versículo 22.

## Actividad intelectual y publicaciones
Ha desarrollado una destacada actividad intelectual en el ámbito de la teología pastoral y la educación religiosa, participando en diversos congresos y jornadas formativas. 
Es autor de numerosos artículos académicos y de divulgación, colaboraciones colectivas y recensiones. Entre sus obras destacan:
- Bíblia per a la mainada (Claret, 2008).
- La Iglesia-sacramento y los sacramentos de la Iglesia. Su relación, desde su fundamentación hasta sus consecuencias (FTC, 2014).
- Re-crear camins d'experiència cristiana (CPL, 2016).
- Inteligencia pastoral. Herencia del Concilio Vaticano II (FTC-AUSP, 2018).
- Inteligencia pastoral. Ejes para una reflexión teológica (CPL, 2018).
- Francisco, pastor y teólogo (FTC-AUSP, 2020).[6]
- Raíces de la teología pastoral. Herencia del Concilio Vaticano II (FTC-AUSP, 2022).